# 西川博史
西川 博史（にしかわ ひろし、1943年(昭和18年)9月22日 -　）は、日本の経済学者。専門は、経済史。経済学博士（北海道大学・1988年）。北海学園大学経済学部教授・北海商科大学商学部教授等を経て、学校法人北海学園特任教授。北海道釧路市生まれ。

## 略歴
1966年弘前大学文理学部経済科卒業、1970年北海道大学大学院経済学研究科博士課程満期退学（指導教授:長岡新吉）。1988年「日本帝国主義と綿業」で北海道大学より経済学博士の学位を取得。
1970年北海道大学経済学部助手、1972年北星学園大学経済学部助教授、1977年北海学園大学経済学部助教授、1979年中国・対外貿易大学客員教授。中国・煙台大学兼任教授。1981年北海学園大学経済学部教授、同北東アジア研究センター副センター長。1989年-1990年アメリカ・スタンフォード大学客員教授。2000年北海学園大学附属図書館長。2006年北海商科大学商学部教授。その後、同商学部長、同大学院商学研究科長を経て、2018年同大学院商学研究科特任教授。2020年学校法人北海学園特任教授。北海商科大学大学院商学研究科兼任講師。
北海商科大学時代は学校法人北海学園理事長兼北海商科大学学長・森本正夫のブレーントラストであった。

## 著書
- 『北京通信 経済学者の観た中国社会の「論理」』日本経済評論社、1982
- 『日本帝国主義と綿業』ミネルヴァ書房、1987
- 『日本占領と軍政活動 占領軍は北海道で何をしたか』現代史料出版、2007
- 『戦中戦後の中国とアメリカ・日本 「東アジア統合構想」の歴史的検証』北海学園北東アジア研究交流センター、2014

### 共編著
- 『日本経済と東アジア 戦時と戦後の経済史』長岡新吉共編著 ミネルヴァ書房、1995
- 『中国の中小企業改革の現状と課題』谷源洋、凌星光共編著 日本図書センター、2003
- 『北東アジア地域協調体制の課題』谷源洋、凌星光共編著 現代史料出版、2009

### 翻訳
- フリーダ・アトリー『アトリーのチャイナ・ストーリー』石堂哲也共訳 日本経済評論社、1993
- 『GHQ日本占領史 第25巻 賠償』日本図書センター、1996
- 『GHQ日本占領史 第52巻 外国貿易』石堂哲也共訳 日本図書センター、1997
- フリーダ・アトリー『日本の粘土の足 迫りくる戦争と破局への道』石坂昭雄、沢井実共訳 日本経済評論社、1998
- 王吉法『日中企業競争力の比較 現代中国企業の競争戦略』現代史料出版、2008
- 蔡昉『中国の経済改革と発展の展望』現代史料出版、東出版 (発売)、2020